# Анатомия страсти (сезон 4)
Четвёртый сезон американской телевизионной медицинской драмы «Анатомия страсти» стартовал 27 сентября 2007 года. Сезон состоит из 17 эпизодов. Доктор Хан заменила Берка на посту главы отделения кардиохирургии. Лекси Грей, сводная младшая сестра Мередит, становится интерном в больнице. Сезон сосредоточен на разводе О’Мэлли с Торрес, определении Торрес своей сексуальной ориентации, сложных отношениях Мередит и Дерека, разводе Бейли и на новых интернах. Сезон также включает в себя ряд приглашённых звезд, таких как Дайан Кэрролл, Сет Грин, Элизабет Ризер, Эми Мэдиган, Дебра Монк, а Кейт Уолш вернулась к своей роли Эддисон Монтгомери в одном из эпизодов.

## Актёры и персонажи
| - Эллен Помпео — Мередит Грей - Сандра О — Кристина Янг - Кэтрин Хайгл — Иззи Стивенс - Джастин Чэмберс — Алекс Карев - Т. Р. Найт — Джордж О’Мэлли - Чандра Уилсон — Миранда Бейли - Джеймс Пикенс мл. — Ричард Веббер - Сара Рамирес — Кэлли Торрес - Эрик Дэйн — Марк Слоан - Кайлер Ли — Лекси Грей - Брук Смит — Эрика Хан - Патрик Демпси — Дерек Шепард - Кейт Уолш — Эддисон Монтгомери | - Лорен Стэмайл — Роуз - Сара Аттербэк — Оливия Харпер - Дайан Кэрролл — Джейн Берк - Джек Аксельрод — Чарли Йост - Эдвард Херрманн — Норман Шейлс - Кэли Роша — Сидни Хирон - Элизабет Ризер — Ребекка Поуп - Лоретта Дивайн — Адель Веббер - Анджул Нигам — Раж Сен - Джефф Перри — Тэтчер Грей - Дебра Монк — Луиза О’Мэлли - Марк Сол — Стив Мостоу - Эми Мэдиган — Кэтрин Уайтт - Кресс Уильямс — Такер Джонс |

## Эпизоды
| № общий | № в сезоне | Название                                                                           | Режиссёр                               | Автор сценария               | Дата премьеры                 | Зрители в США (млн) |
| --- | ---------- | ---------------------------------------------------------------------------------- | -------------------------------------- | ---------------------------- | ----------------------------- | ------------------- |
| 62 | 1          | «A Change Is Gonna Come» «Перемены настанут»                                       | Роб Корн                               | Шонда Раймс                  | 27 сентября 2007              | 20,93               |
| Мередит, Кристина, Иззи и Алекс проводят свой первый день в качестве ординаторов со своими собственными группами интернов. Среди них Джордж, который заново проходит год интернатуры, и Лекси Грей, сводная сестра Мередит, которую она никогда не видела. Кристина повторяет своим интернам те же правила что когда-то им повторяла Бейли. Отношения Дерека и Мередит зашли в тупик. Ричард возвращается на должность зав. отделения хирургии.                                  |            |                                                                                    |                                        |                              |                               |                     |
| 63 | 2          | «Love/Addiction» «Любовь/Зависимость»                                              | Джеймс Фраули                          | Дебора Кан                   | 4 октября 2007                | 18,51               |
| Ординаторы и интерны спасают жертв сильного взрыва в многоэтажном доме. Алекс расследует причины несчастного случая. Мама Берка возвращается, чтобы собрать вещи сына, а Кристина обменивает свои свадебные подарки на интересные операции. Лекси пытается поговорить по душам с неприступной Мередит. Пока Келли загружена своими обязанностями главного ординатора, Бейли ищет чем бы заняться.                                                                                |            |                                                                                    |                                        |                              |                               |                     |
| 64 | 3          | «Let the Truth Sting» «Пусть правда ранит»                                         | Дэн Минан                              | Марк Уайлдинг                | 11 октября 2007               | 19,04               |
| Женщина по имени Марси приводит своего сына, Хантера, потому что находит изменения в его поведении подозрительными. Пациентка по имени Конни может потерять способность говорить, если Марк и Ричард не продемонстрируют радикально новую хирургию. Мередит нехотя помогает Лекси с её первой хирургической процедурой. Джордж производит впечатление на интернов на работе, но дома он пытается справиться с чувством вины за то, что переспал с Иззи.                          |            |                                                                                    |                                        |                              |                               |                     |
| 65 | 4          | «The Heart of the Matter» «Суть дела»                                              | Рэнди Зиск                             | Аллан Хейнберг               | 18 октября 2007               | 18,04               |
| Иззи рассказывает Алексу о своих чувствах к Джорджу. Его реакция оказалась неожиданной. Племянница Шефа вернулась в больницу, где когда-то прошёл её выпускной вечер. Дерек учит Кристину, как стать лучшим ординатором для своих интернов. Молодому игроку в американский футбол нужна консультация и операция в связи с травмой, которую он получил во время игры. |            |                                                                                    |                                        |                              |                               |                     |
| 66 | 5          | «Haunt You Every Day» «Являюсь к тебе каждый день»                                 | Бетани Руни                            | Криста Вернофф               | 25 октября 2007               | 18,17               |
| В Сиэтл Грейс пришёл Хэлоуин! Один человек попал в больницу, так как пытался вырезать тыкву нетрадиционным способом. Эва (настоящее имя – Ребекка) наносит неожиданный визит Алексу. Мередит считает, что её умершая мать преследует её. Келли выставляет роман Иззи и Джорджа напоказ всем врачам больницы. |            |                                                                                    |                                        |                              |                               |                     |
| 67 | 6          | «Kung Fu Fighting» «Кунг-фу»                                                       | Том Верика                             | Стейси МакКи                 | 1 ноября 2007                 | 19,31               |
| У Шефа снова возникают проблемы в браке, и он обращается к своим коллегам-хирургам с просьбой о «вечере джентльменов». Иззи и Кристина отчаянно соревнуются за право провести операцию с Эрикой Хан. Врачи лечат двух травмированных финалисток свадебного конкурса. |            |                                                                                    |                                        |                              |                               |                     |
| 68 | 7          | «Physical Attraction, Chemical Reaction» «Физическое влечение, химическая реакция» | Джефф Филан                            | Тони Филан и Джоан Рэтер     | 8 ноября 2007                 | 19,50               |
| Двое ругающихся родителей по имени Джейн и Дон приводят своего сына, проглотившего стеклянные шарики. В то же время приходит женщина средних лет с просьбой сделать ей пластическую операцию на щеке. Отец переживает о том, как он справится с сыном, когда матери нужна операция. |            |                                                                                    |                                        |                              |                               |                     |
| 69 | 8          | «Forever Young» «Вечно молодой»                                                    | Роб Корн                               | Марк Уайлдинг                | 15 ноября 2007                | 19,61               |
| На дороге случилась авария, и пострадавшие заполонили пункт скорой помощи. Отношения Мередит и Дерека становятся все более запутанными, когда он начинает встречаться с коллегой. Отец Мередит навещает её в больнице. |            |                                                                                    |                                        |                              |                               |                     |
| 7071 | 910        | «Crash Into Me» «Авария»                                                           | Майкл Гроссман и Джессика Ю Джессика Ю | Шонда Раймс и Криста Вернофф | 22 ноября 2007 6 декабря 2007 | 14,11 17,78         |
| Машина скорой помощи попала в страшную аварию, Мередит и Шеф на месте происшествия пытаются спасти парамедиков. Бейли лечит больного, который отказывается от её помощи, а Эва возвращается к Алексу и встречает его новую подружку. Мередит отчаянно пытается спасти жизнь парамедика, застрявшего в машине скорой помощи. Дерек должен положиться на помощь медсестры, чтобы сохранить жизнь пациента. Бейли пытается добиться равновесия между своей личной жизнью и работой. |            |                                                                                    |                                        |                              |                               |                     |
| 72 | 11         | «Lay Your Hands On Me» «Положи свои руки на меня»                                  | Джон Терлески                          | Аллан Хейнберг               | 10 января 2008                | 17,68               |
| К Джорджу приходит неожиданный гость. Келли пытается смириться с мыслью, что она больше не О’Мэлли. Семья Бейли разваливается из-за мужа, который считает, что она не заботится о нем и их сыне. Мередит кое-что узнаёт, и это не вызывает в ней ни надежды ни счастья. Алекс лечит целительницу и не верит в её «силы». |            |                                                                                    |                                        |                              |                               |                     |
| 73 | 12         | «Where the Wild Things Are» «Там, где чудища живут»                                | Роб Корн                               | Зоанн Клак                   | 24 апреля 2008                | 16,37               |
| Шесть недель прошло с тех пор, как Дерек начал встречаться с Роуз. Новые ординаторы соревнуются в хирургическом конкурсе, и в этот момент в больницу приезжает мужчина, выживший после нападения медведя. Джордж и Лекси привыкают к своей новой квартире. |            |                                                                                    |                                        |                              |                               |                     |
| 74 | 13         | «Piece of My Heart» «Кусочки моего сердца»                                         | Марк Тинкер                            | Стейси МакКи                 | 1 мая 2008                    | 15,31               |
| Эддисон приезжает в Сиэтл Грейс, так как её опыт им необходим, чтобы провести операцию. В программу клинических испытаний нового метода лечения Дерека и Мередит обращается первый пациент. Ребекка возвращается с шокирующими новостями для Алекса. |            |                                                                                    |                                        |                              |                               |                     |
| 75 | 14         | «The Becoming» «Появление»                                                         | Джули Энн Робинсон                     | Тони Филан и Джоан Рэтер     | 8 мая 2008                    | 16,03               |
| Клинические испытания продолжаются. Кристина должна признать свои чувства к Берку. Мередит и Дерек делают операцию военнослужащему. |            |                                                                                    |                                        |                              |                               |                     |
| 76 | 15         | «Losing My Mind» «Схожу с ума»                                                     | Джеймс Фраули                          | Дебора Кан                   | 15 мая 2008                   | 15,55               |
| Доктор Уайт отказывается разрешить Мередит бросить терапию. Алекс узнаёт ещё кое-то о Ребекке. Шеф настаивает, чтобы Эрика провела рискованную операцию. Кристина продолжает странно себя вести. |            |                                                                                    |                                        |                              |                               |                     |
| 7778 | 1617       | «Freedom» «Свобода»                                                                | Роб Корн                               | Шонда Раймс                  | 22 мая 2008                   | 18,09               |
| Это первый час двухчасового финала сезона. Пара переносит операцию. Мередит и Дерек принимают последнего участника своих клинических испытаний. Иззи помогает Алексу. |            |                                                                                    |                                        |                              |                               |                     |

## Выпуск на DVD
| Анатомия страсти: Полный четвёртый сезон — Расширенный | | | | | |
| Детали комплекта | Детали комплекта | Детали комплекта | Особенности | Особенности | Особенности |
| - 17 эпизодов (1 расширенный) - Комплект из 5-ти дисков - 1.78:1 aspect ratio - Английский (Dolby Digital 5.1 Surround) - Субтитры: английский, французский, испанский - Аудиокомментарии | - 17 эпизодов (1 расширенный) - Комплект из 5-ти дисков - 1.78:1 aspect ratio - Английский (Dolby Digital 5.1 Surround) - Субтитры: английский, французский, испанский - Аудиокомментарии | - 17 эпизодов (1 расширенный) - Комплект из 5-ти дисков - 1.78:1 aspect ratio - Английский (Dolby Digital 5.1 Surround) - Субтитры: английский, французский, испанский - Аудиокомментарии | - Расширенный эпизод «Forever Young» - Новые доктора в команде — Интервью с Брук Смит, Кайлер Ли и Лорен Стэмайл - На съёмочной площадке с Патриком и Эриком — За кадром с Патриком Демпси и Эриком Дэйном - Хорошая медицина: Любимые сцены - Вскрытие «Анатомии страсти» — Невыпущенные сцены - Неудачные дубли | - Расширенный эпизод «Forever Young» - Новые доктора в команде — Интервью с Брук Смит, Кайлер Ли и Лорен Стэмайл - На съёмочной площадке с Патриком и Эриком — За кадром с Патриком Демпси и Эриком Дэйном - Хорошая медицина: Любимые сцены - Вскрытие «Анатомии страсти» — Невыпущенные сцены - Неудачные дубли | - Расширенный эпизод «Forever Young» - Новые доктора в команде — Интервью с Брук Смит, Кайлер Ли и Лорен Стэмайл - На съёмочной площадке с Патриком и Эриком — За кадром с Патриком Демпси и Эриком Дэйном - Хорошая медицина: Любимые сцены - Вскрытие «Анатомии страсти» — Невыпущенные сцены - Неудачные дубли |
| Даты релиза | | | | | |
| Регион 1 | Регион 1 | Регион 2 | Регион 2 | Регион 4 | Регион 4 |
| 9 сентября 2008 | 9 сентября 2008 | 23 ноября 2009 | 23 ноября 2009 | 5 ноября 2008 | 5 ноября 2008 |